# المجلس الوطني لأفلام كندا
المجلس الوطني لأفلام كندا (بالإنجليزية: National Film Board of Canada)‏ هي استوديو رسوم متحركة، واستوديو أفلام، وشركة إنتاج أفلام كندية، تأسست في 1939، يقع مقرها في سانت-لوران، تم تأسيسها بواسطة John Grierson ‏.

## روابط خارجية
- المجلس الوطني لأفلام كندا على موقع IMDb (الإنجليزية)
- المجلس الوطني لأفلام كندا على موقع الموسوعة البريطانية (الإنجليزية)